# Балабакански канчил
Балабакански канчил (Tragulus nigricans) е вид бозайник от семейство Мишевидни елени (Tragulidae). Видът е застрашен от изчезване.

## Разпространение и местообитание
Разпространен е във Филипините.